# Beato Angelico
Beato Angelico, Fra' Angelico, o Giovanni da Fiesole (nato Guido di Pietro; Vicchio, 1395 circa – Roma, 18 febbraio 1455), è stato un pittore italiano.
Tra i massimi esponenti del Rinascimento, Fra' Angelico è considerato uno dei maggiori artisti del Quattrocento. Le sue opere segnarono alcuni dei «più alti punti a cui sia giunta mai la pittura cristiana».
Frate domenicano, cercò di saldare i nuovi principi artistici rinascimentali, come la composizione prospettica e l'attenzione alla figura umana, con i vecchi valori medievali, quali la funzione didascalica dell'arte sacra e il valore mistico della luce.
È stato proclamato ufficialmente beato da papa Giovanni Paolo II il 3 ottobre 1982, anche se già dopo la sua morte era stato chiamato "Beato" sia per l'emozionante religiosità che pervade tutte le sue opere che per le personali doti di umanità e umiltà.
Fu Giorgio Vasari, ne Le vite ad aggiungere al suo nome l'aggettivo "Angelico".

## Biografia

### Formazione come miniatore

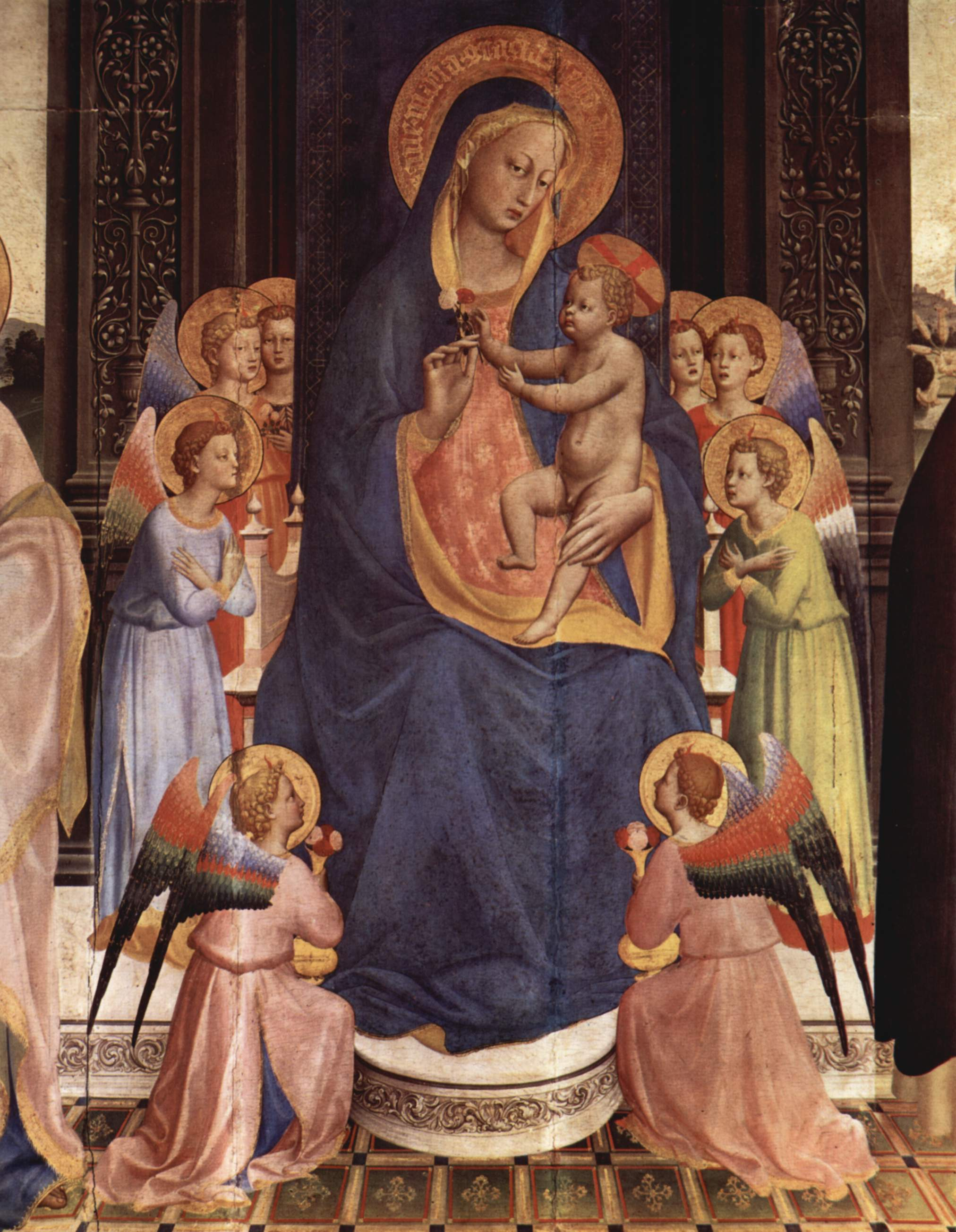
Particolare dalla Pala di Fiesole (1424-1425 circa), Fiesole, chiesa di San Domenico. L'opera è considerata la prima conosciuta dell'Angelico.

Guido di Pietro nacque nel Mugello, nella zona di Rupecanina, frazione del comune di Vicchio, nel 1395 circa. Scarse sono le notizie pervenuteci sulla sua famiglia: sappiamo che il padre, di nome Pietro, era figlio di un certo Gino, mentre il fratello Benedetto, di poco più piccolo dell'artista, lo aveva imitato nella scelta di farsi frate. Dopo un primo apprendistato in Mugello, la sua educazione artistica si svolse a Firenze nelle botteghe di Lorenzo Monaco e Gherardo Starnina: dal primo riprese sia l'uso di colori accesi e innaturali, sia l'uso di una luce fortissima, capace di annullare le ombre, partecipando al misticismo della scena sacra, tutti temi che si ritrovano nella sua produzione miniaturistica e nelle sue prime tavole.
L'arte della miniatura dei manoscritti era una disciplina rigorosa, che servì molto al Beato Angelico nelle sue opere più tarde. Con tale attività compose su scala minuscola figure di stile perfetto e ineccepibile, spesso usando pigmenti costosi, come il blu di lapislazzuli e l'oro in foglia, dosati con estrema cura, poiché ogni contratto specificava la quantità da utilizzare. In alcuni documenti nel gennaio e febbraio 1418 è ricordato come "Guido di Pietro dipintore".

### Prime opere
Nel 1418, poco prima di prendere i voti nel convento di San Domenico a Fiesole, entrando nell'Ordine Domenicano, realizzò una pala d'altare per la cappella Gherardini in Santo Stefano al Ponte a Firenze (oggi perduta), nell'ambito di un progetto decorativo affidato ad Ambrogio di Baldese, forse maestro dell'Angelico. Entrò quindi a far parte dei Domenicani osservanti, una corrente minoritaria formatasi all'interno dell'ordine domenicano in cui si osservava la regola originale di san Domenico, che richiedeva assoluta povertà e ascetismo. Non si conosce la data esatta in cui prese i voti, ma la si può collocare tra il 1418 e il 1421, poiché ai novizi non era consentito dipingere il primo anno e il successivo documento di una sua opera è appunto del 1423.
In quell'anno dipinse una croce per l'Ospedale di Santa Maria Nuova e viene indicato dai documenti come "frate Giovanni de' frati di San Domenico di Fiesole"; si evince dunque che aveva già professato i voti nell'ordine dei frati predicatori. Del 1424 è un San Girolamo di impostazione masaccesca. L'ordinazione sacerdotale risale invece all'intervallo 1427-1429.
Al 1428-1429 risale il Trittico di san Pietro martire, commissionato dalle religiose dell'antico monastero di San Pietro Martire in Firenze. In queste opere l'Angelico mostra di conoscere e apprezzare sia le novità di Gentile da Fabriano che di Masaccio, e tra i due tenta una sorta di conciliazione, abbracciando il secondo in maniera gradualmente maggiore nel corso degli anni, ma sviluppando anche presto, a partire dagli anni trenta, uno stile personale. Se fra' Giovanni mostra un fascino innegabile verso l'ornato, il dettaglio prezioso, le figure eleganti e allungate (come nell'arte tardogotica), dall'altro è interessato a collocarle in uno spazio realistico, regolato dalle leggi della prospettiva, e a dare loro un volume corporeo percettibile e saldo. Già nel trittico di San Pietro Martire le vesti dei santi sono pesanti e hanno pieghe che scendono rettilinee, con colori accesi e luminosi, proprio come nelle miniature, e lo spazio è profondo e misurabile, come suggerisce la disposizione dei piedi dei santi a semicerchio.
Tra le altre opere attribuite a questo periodo ci sono una Madonna col Bambino nel Museo nazionale di San Marco e una Madonna col Bambino e dodici angeli nello Städelsches Kunstinstitut di Francoforte sul Meno.

### A San Domenico di Fiesole (1429-1440)
Entro il 1429 l'Angelico si trovava nel convento di San Domenico a Fiesole, dove il 22 ottobre venne registrato come "frate Johannes petri de Muscello" in una riunione del capitolo. Figurò inoltre in altre riunioni capitolari nel gennaio 1431, nel dicembre 1432, nel gennaio 1433 (come vicario al posto del priore assente) e nel gennaio 1435. Inoltre è documentato il 14 gennaio 1434 in un incarico secolare, come giudice per una stima, assieme al pittore Rossello di Jacopo Franchi, del dipinto di Bicci di Lorenzo e Stefano d'Antonio per San Niccolò Oltrarno; per decidere il compenso da dare agli artisti si ricorreva infatti spesso a perizie di altri affermati pittori.
Riguardo alla produzione artistica, tra gli anni venti e gli anni trenta del Quattrocento si dedicò ad alcune grandi pale per la chiesa di San Domenico, che gli valsero una notevole fama e spinsero altri istituti religiosi a commissionargli repliche e varianti.
Tra il 1424-1425 circa eseguì la prima delle tre tavole per gli altari della chiesa di San Domenico: la cosiddetta Pala di Fiesole (opera rimaneggiata da Lorenzo di Credi nel 1501, che rifece lo sfondo), tra le prime opere certe dell'artista. Si tratta di una pala molto originale, dove sono ormai assenti le divisioni dei santi entro gli scomparti di un polittico, anche se dovevano essere presenti delle cuspidi rimosse poi nel restauro cinquecentesco.

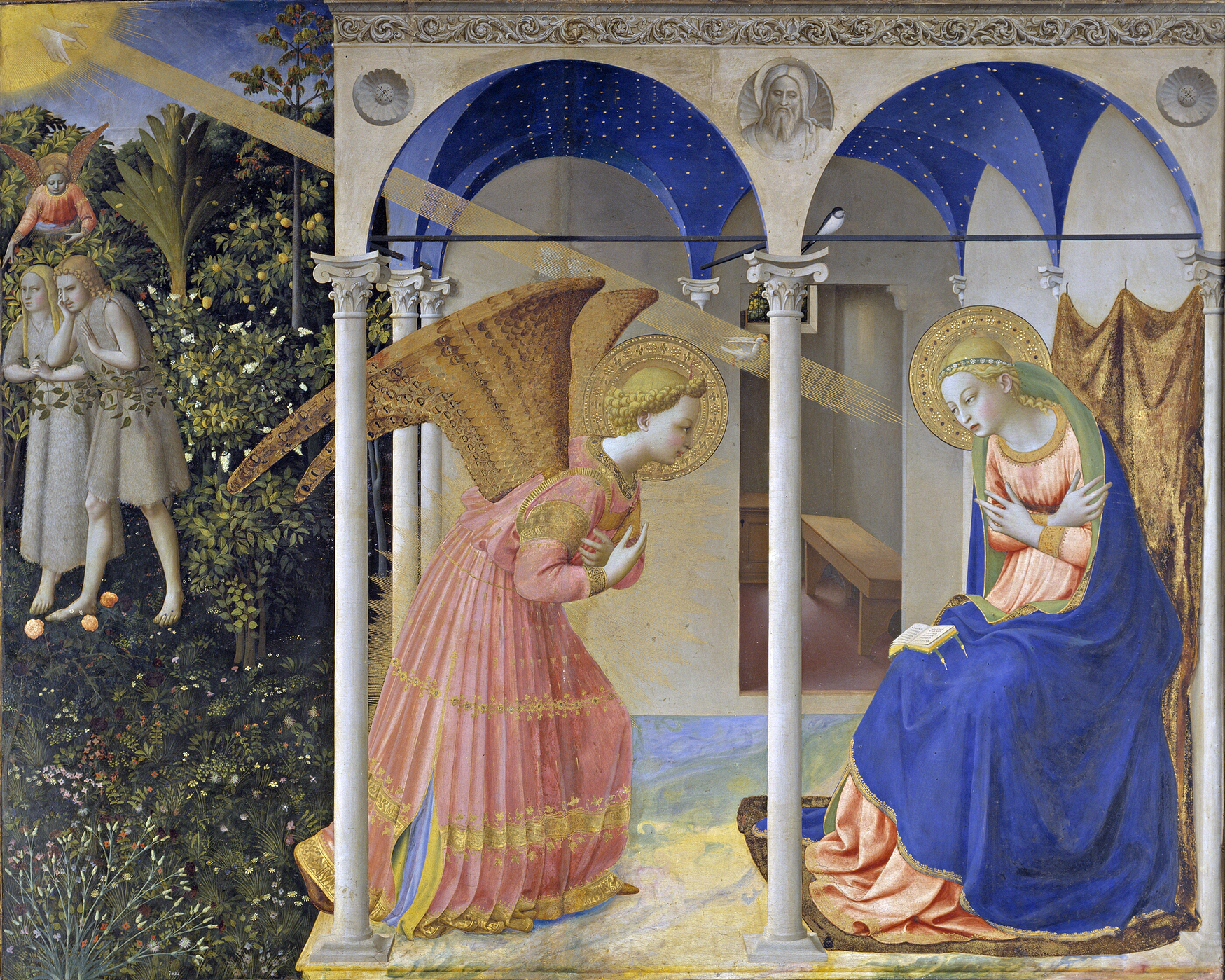
Annunciazione, Madrid, Museo del Prado

All'inizio degli anni trenta si dedicò alle famose annunciazioni su tavola. La prima fu forse l'Annunciazione oggi al Prado, destinata a San Domenico di Fiesole. La pala ha un'impostazione transitoria tra il tardo gotico e il rinascimentale, ma è soprattutto nelle cinque storie della Vergine nella predella che il pittore operò con maggiore libertà e inventiva. Quest'opera, che risente fortemente delle novità masaccesche, presenta per la prima volta il particolare uso della luce diafana, che avvolge la composizione, esaltando i colori e le masse plastiche delle figure in modo da unificare l'immagine, e che divenne una delle caratteristiche più evidenti del suo stile. L'Annunciazione, in cui l'arcangelo Gabriele preannuncia alla Vergine Maria che sarebbe diventata la madre di Cristo, era un tema sentito nella pittura fiorentina. Il Beato Angelico contribuì molto a coltivare questa tradizione, adottando disegni moderni e rettangolari e composizioni unificate, con la Vergine seduta in un'aperta loggia colonnata all'interno di un giardino recintato. Nella stessa opera, in secondo piano, appaiono le figure di Adamo ed Eva, a simboleggiare i primi peccatori, a redenzione dei quali Dio si è fatto uomo, ma anche a sottolineare che Maria, assentendo all'Ave dell'angelo, trasforma il nome di "Eva" (Eva/Ave): Maria, dunque, è la nuova Madre dell'umanità.
A questa opera seguirono (o precedettero) due altre grandi pale: l'Annunciazione di San Giovanni Valdarno e l'Annunciazione di Cortona.
Tra il 1431 e il 1433 eseguì il Giudizio universale, un grande pannello destinato a decorare la cimasa di un seggio. L'opera, legata stilisticamente ai modi di Lorenzo Monaco, presenta una scansione dei piani che dimostra un precoce interesse per un'impostazione prospettica dello spazio. Agli stessi anni risale forse la Deposizione, dipinta per Palla Strozzi per la sagrestia di Santa Trinita e il piccolo pannello con l'Imposizione del nome al Battista, dove si notano già le caratteristiche della maturità dell'artista: figure dolci, tratto morbido, colori brillanti e accordate delicatamente, costruzione prospettica rigorosa.
Le opere di questo periodo sono spesso esercitazioni sul tema della luce, come l'abbagliante Incoronazione della Vergine agli Uffizi o quella del Louvre, databili rispettivamente al 1432 circa e al 1434-1435. L'Incoronazione del Louvre fu la terza e ultima tavola per gli altari della chiesa di San Domenico a Fiesole, e in essa la luce costruisce le forme e le indaga in ogni minimo dettaglio.
Nel luglio 1433, l'Arte dei Linaioli di Firenze commissionò all'Angelico la realizzazione di un Tabernacolo, stipulando questo contratto:
«MCCCCXXXIII a dí XI di luglio. Ricordo chome detto dí è sopradetti Operai aloghorono a frate Guido, vocato frate Giovanni de l'ordine di sancto Domenicho da Fiesole, a dipigner uno tabernacolo di Nostra Donna nella detta art,. dipinto di dentro et di fuori con colori oro et azzurro et ariento de' migliori e più fini che si truovino con ogni sua arte et industria per tutto et per sua faticha et manifattura, per fi[orini] CLXXXX DX o quello meno che parrà alla sua conscientia.»
In questa opera la Vergine è di impronta masaccesca, mentre negli angeli apteri si rifà all'espressività della scultura ghibertiana.
Nel 1438 l'Angelico venne coinvolto nei fatti legati al trasferimento da San Domenico di Fiesole a San Marco di Firenze. Per Cosimo de' Medici, nel 1439-1440, andò a Cortona per donare ai confratelli del locale convento domenicano la vecchia pala d'altare di San Marco, opera tardogotica di Lorenzo di Niccolò. Nella cittadina l'Angelico aveva già lasciato due opere e in quell'occasione affrescò una lunetta sul portale della chiesa del convento con la Madonna col Bambino e i santi Domenico e Pietro Martire.
Probabilmente Angelico mantenne il suo laboratorio di San Domenico fino a buona parte del 1440, quando già aveva avviato e portato a buon punto la Pala di San Marco.

### A San Marco di Firenze (1440-1445)

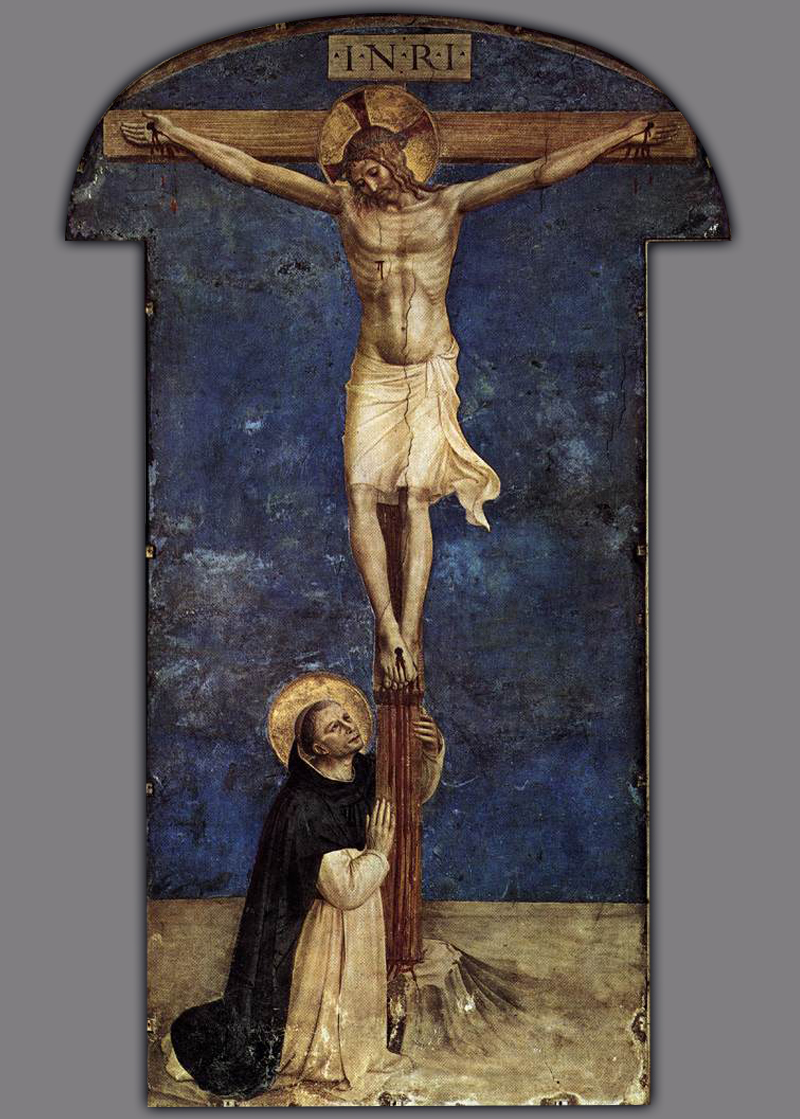
Crocefissione del chiostro di San Marco

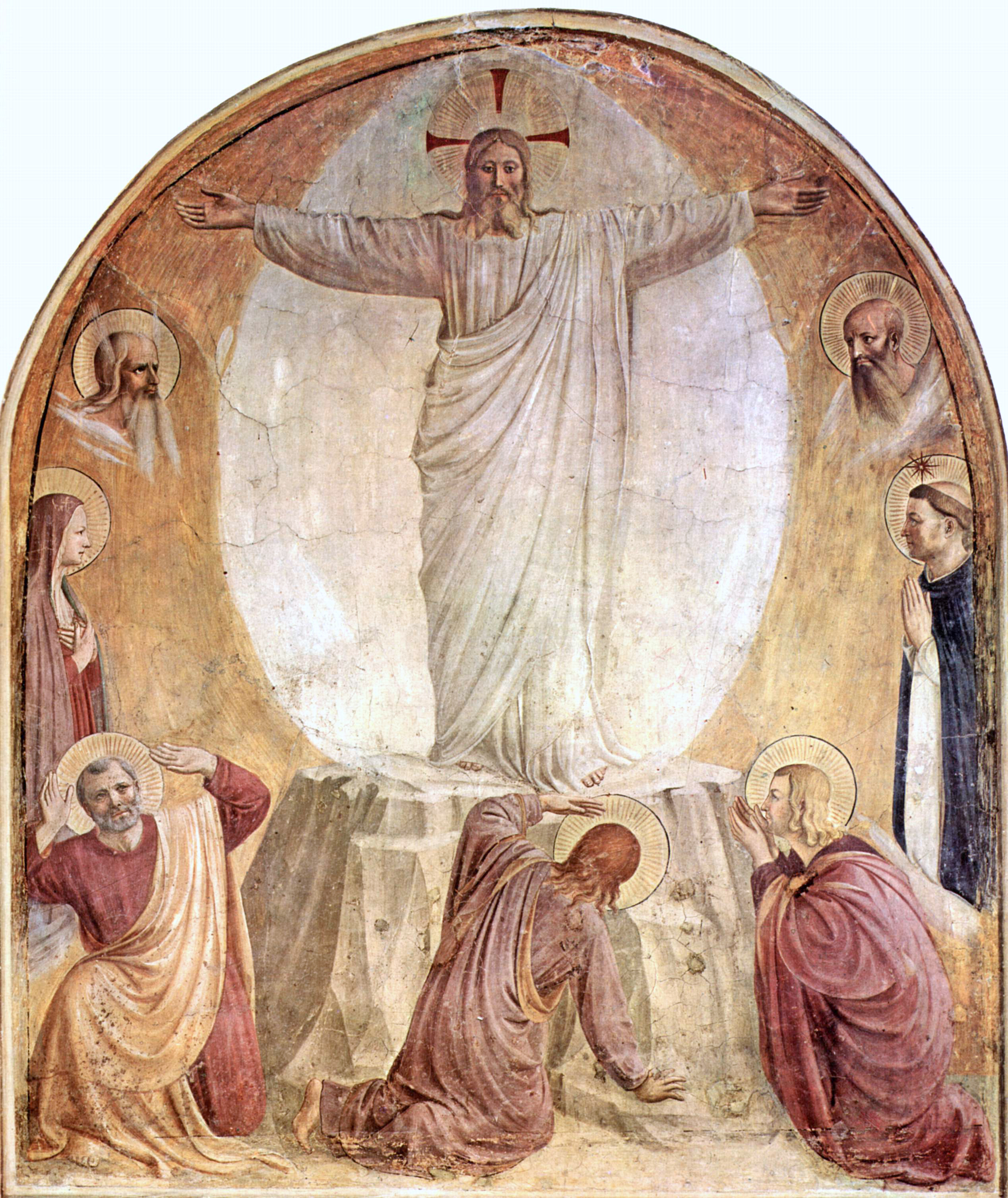
Trasfigurazione, San Marco

L'Angelico fu protagonista di quell'irripetibile stagione artistica che, sotto il patronato dei Medici, ebbe il culmine nel 1439 con il Concilio di Firenze e che vide grandi opere pubbliche, tra cui lo stesso convento di San Marco.
Alcuni frati di San Domenico di Fiesole nel 1435 presero sede a Firenze, a San Giorgio alla Costa e un anno dopo, nel gennaio 1436, ebbero la sede di San Marco, dopo aver risolto un conteso coi monaci Silvestrini sugli stessi ambienti. Qui nel 1438 Michelozzo, su incarico di Cosimo de' Medici, iniziò la costruzione di un nuovo convento, all'avanguardia sia dal punto di vista funzionale che architettonico. L'Angelico non seguì i compagni né a San Giorgio alla Costa né a San Marco, poiché era vicario a Fiesole. Verso il 1440 Cosimo il Vecchio gli dovette però affidare la direzione della decorazione pittorica del convento e la prima prova documentaria della presenza del pittore in San Marco risale al 22 agosto 1441.
Tra le tracce documentarie dell'Angelico a San Marco ci sono la partecipazione in Capitolo nell'agosto 1442 e nel luglio 1445, quando firmò con altri l'atto di separazione della comunità fiorentina da quella fiesolana di origine. Nel 1443 fu "sindicho" del convento, una funzione di controllo amministrativo.
L'intervento decorativo a San Marco fu deciso con l'assistenza di Michelozzo, che lasciò ampie pareti bianche da decorare, e fu un lavoro organico, che interessò tutti gli ambienti pubblici e privati del cenobio: dalla chiesa (la pala di San Marco sull'altare maggiore) al chiostro (quattro lunette e una Crocifissione), dal refettorio (Crocifissione, distrutta nel 1554) alla sala capitolare (Crocifissione con i santi), dai corridoi (Annunciazione, Crocifissione con san Domenico e Madonna delle Ombre) fino alle singole celle. Alla fine il risultato fu la più estesa decorazione pittorica mai immaginata fino ad allora per un convento.
La decorazione prevedeva in ogni cella dei frati un affresco con un episodio tratto dal Nuovo Testamento o una Crocifissione dove la presenza di san Domenico indicava ai frati l'esempio da seguire e le virtù da coltivare (prostrazione, compassione, preghiera, meditazione, ecc.).
Molto si è scritto circa l'autografia dell'Angelico per un complesso di decorazioni di così ampia portata, realizzato in tempi relativamente brevi. Gli affreschi del piano terra vengono concordemente attribuiti all'Angelico, in toto o in parte. Più incerta e discussa è l'attribuzione dei quarantatré affreschi delle celle e dei tre dei corridoi del primo piano. Se i contemporanei come Giuliano Lapaccini attribuiscono tutti gli affreschi all'Angelico, oggi, per un mero calcolo pratico del tempo necessario a un individuo per portare a termine un'opera del genere e per studi stilistici che evidenziano tre o quattro mani diverse, si tende a attribuire all'Angelico l'intera sovrintendenza della decorazione, ma l'autografia di solo un ristretto numero di affreschi, mentre gli altri vennero dipinti su suo cartone o nel suo stile da allievi, tra cui Benozzo Gozzoli.
Gli affreschi di San Marco non furono solo una pietra miliare dell'arte rinascimentale, ma sono anche i più famosi ed amati del Beato Angelico. La loro forza deriva, almeno in parte, dall'assoluta armonia e semplicità, che consente di trascendere lo scopo immediato per il quale furono dipinti, e cioè quello della devota contemplazione, fornendo spunti appropriati alla meditazione religiosa. Gli affreschi segnarono così una nuova fase dell'arte dell'Angelico, caratterizzata da una parsimonia nelle composizioni e da un rigore formale mai usati prima, frutto della raggiunta maturità espressiva dell'artista. I fatti evangelici vengono così letti con un'efficacia maggiore che in passato, scevra da distrazioni decorative superflue e adeguata più che mai alla concretezza narrativa e psicologica delle grandi opere di Masaccio. Le figure sono poche e diafane, gli sfondi deserti oppure composti da architetture nitide inondate di luce e spazio, arrivando a toccare vertici di trascendenza. Le figure appaiono semplificate e alleggerite, la cromia più tenue e spenta. In tali contesti la forte plasticità di forma e colore, derivata da Masaccio, crea per contrasto un senso di viva astrazione. Spesso nelle scene compaiono santi domenicani come testimoni, che attualizzavano l'episodio sacro inserendolo nella gamma dei principi dell'Ordine.
La luce che pervade le pitture dell'Angelico è una luce metafisica: "Del resto, se (come diceva il Brunelleschi) lo spazio è forma geometrica e la luce divina (come diceva san Tommaso d'Aquino) riempie lo spazio, come negare che la forma geometrica sia la forma della luce?".
Non si conosce la data di esecuzione delle singole opere di San Marco, ma in genere si attribuisce dal 1437 (o 1438) al 1440/41 circa la realizzazione della Pala di San Marco, per poi iniziare, verso il '40/'41 appunto, gli affreschi del corridoio est, lato esterno (1-11), dove partecipò anche un aiuto (il Maestro della cella 2), molto vicino al Maestro, che supervisionò. Nel 1441-1442 è sicura la datazione della Crocifissione con i santi, nel capitolo. Per analogie stilistiche si rimanda al 1442 anche l'Adorazione dei Magi. Nello stesso periodo vennero probabilmente affrescate le celle dalla 24 alla 28, non di mano dell'Angelico, ma direttamente ispirate a quelle sul lato opposto e probabilmente supervisionate da vicino dal maestro.
Gli affreschi del chiostro paiono essere successivi alla Crocefissione della Sala Capitolare, e l'affresco del Calvario con san Domenico è di solito indicato come l'ultima opera del maestro prima della partenza per Roma (1445). Gli affreschi dalla cella 31 alla 37 non sono databili tramite prove e si sa solo che dovevano essere terminati nel 1445. L'Annunciazione del corridoio Nord e la Madonna delle Ombre, mostrano uno stile più maturo che viene attribuito a dopo il ritorno da Roma, negli anni 1450.

### A Roma (1445-1449) e Orvieto (estate 1447)

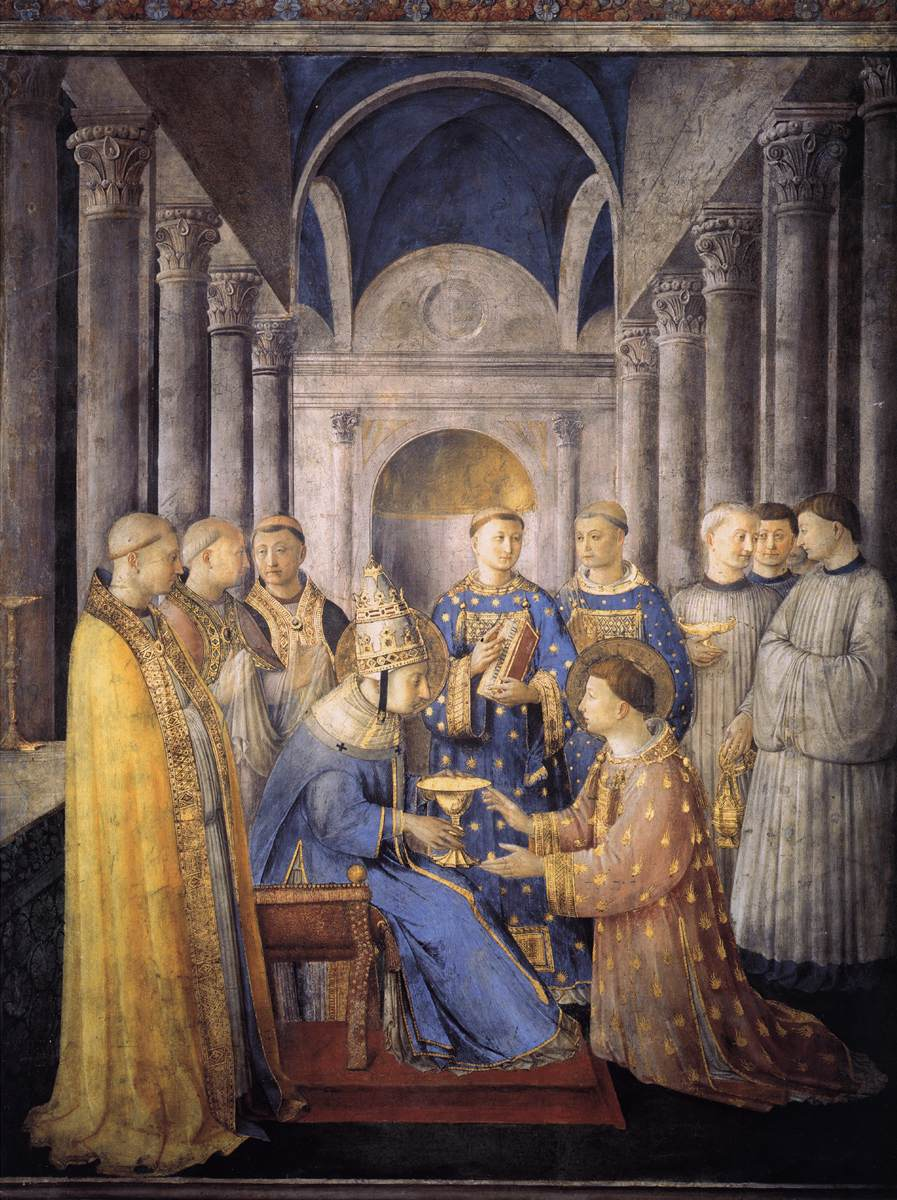
Consacrazione di san Lorenzo come diacono, Cappella Niccolina, Roma

In una data imprecisata, probabilmente nella seconda metà del 1445, l'Angelico venne convocato a Roma da papa Eugenio IV, che aveva vissuto ben nove anni a Firenze ed aveva avuto sicuramente modo di apprezzare la sua opera, anche perché aveva soggiornato in San Marco. Quell'anno la sede dell'arcidiocesi di Firenze divenne vacante e pare che, secondo voci insistenti, proprio all'Angelico fu offerto il pallio, il quale declinò, offrendo un giudizio al papa circa la nomina invece di Antonino Pierozzi (gennaio 1446). Chiaro è il fatto che l'Angelico fosse intellettualmente stimato abbastanza da poter offrire consigli su una nomina al papa, come affermarono anche sei testimoni in occasione del processo di canonizzazione di Antonino, o addirittura da poter amministrare un'arcidiocesi.
L'Angelico stette a Roma dal 1446 al 1449 e risiedette nel convento di Santa Maria sopra Minerva. Affrescò nel 1446 la cappella del Sacramento, detta "parva", con Storie di Cristo, distrutta all'epoca di Paolo III: la decorazione doveva avere un carattere "umanistico", con una serie di ritratti di uomini illustri citati da Vasari. Con l'Angelico ebbe rapporti stretti, forse già iniziati a Firenze, anche il pittore Jean Fouquet, impegnato a dipingere un ritratto del papa Condulmer approssimativamente tra l'autunno del 1443 e l'inverno del 1446. Il 23 febbraio 1447 papa Eugenio morì e il 6 marzo venne eletto il suo successore Niccolò V. Tra i non numerosi documenti conservati della sua attività vaticana, tre ricevute di pagamento  (datate dal 9 maggio al 1º giugno) si riferiscono all'unica sua commissione papale superstite, gli affreschi della Cappella Niccolina. Si tratta di tre pareti con le Storie dei protomartiri Stefano e Lorenzo, della volta con Evangelisti e di otto figure a grandezza naturale con Padri della Chiesa sui lati, che vennero dipinti con l'assistenza dei suoi aiuti, tra cui spiccava il 'consocio' Benozzo Gozzoli. In questi affreschi le figure solide, dai gesti pacati e solenni, si muovono in un'architettura maestosa. L'Angelico dovette essere in rapporti di grande familiarità col papa, lavorando nei suoi appartamenti, e sicuramente ebbe modo di venire coinvolto negli interessi umanistici e nei vasti orizzonti culturali di Niccolò V. Tali stimoli sembrano manifestarsi appieno nelle opere dipinte per la corte papale, dove lo stile sfarzoso rievoca concettualmente l'antica Roma imperiale e paleocristiana, con citazioni altresì dalla contemporanea architettura protorinascimentale fiorentina.

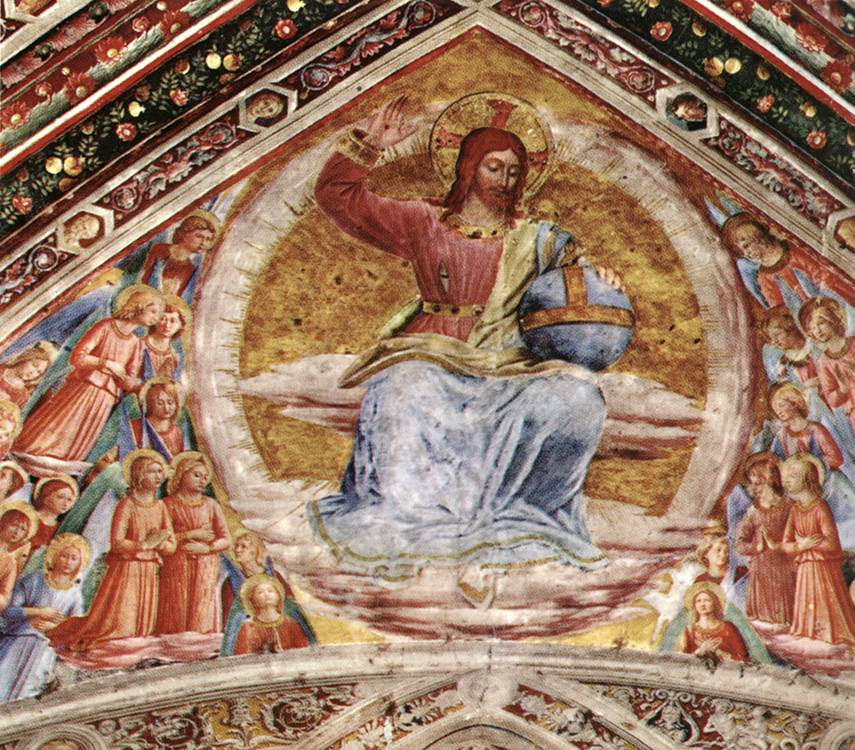
Cristo Giudice, cappella di San Brizio, Orvieto

L'11 maggio 1447 l'Angelico e il suo gruppo, con il consenso del papa, andarono ad Orvieto per trascorrere i mesi estivi e lavorare nella volta della Cappella di San Brizio nella cattedrale, dove il gruppo restò fino alla metà di settembre e dipinse due pennacchi con Cristo Giudice e Profeti. La velocità con cui vennero dipinte le vele testimonia l'efficienza della bottega angelichiana. L'autografia dell'Angelico è ad ogni modo predominante, l'ideazione e il disegno integralmente suoi, con l'ausilio esecutivo del suo 'socio' Benozzo in alcune parti. Le forme, sebbene abbiano attirato un interesse relativamente modesto della critica rispetto agli affreschi vaticani, sono caratterizzate da composizioni spaziose e da figure maestose.
Tornato l'Angelico a Roma, completò la Cappella Niccolina entro il 1448. Il 1º gennaio 1449 era già impegnato in un altro ambiente del Vaticano, con la decorazione dello studio di Niccolò V, adiacente alla Cappella Niccolina. Lo studio era di ampiezza minore della cappella ed era rivestito di tarsie lignee in parte dorate: di esso non resta traccia, perché venne distrutto durante un successivo ampliamento del palazzo. Nel giugno 1449 la decorazione doveva essere già a buon punto, poiché il principale assistente del maestro, il Gozzoli, ritornò ad Orvieto; entro la fine dell'anno o nei primi mesi del 1450 la decorazione doveva essere terminata e l'Angelico tornò a Firenze.

### Il rientro in Toscana (1450-1452)

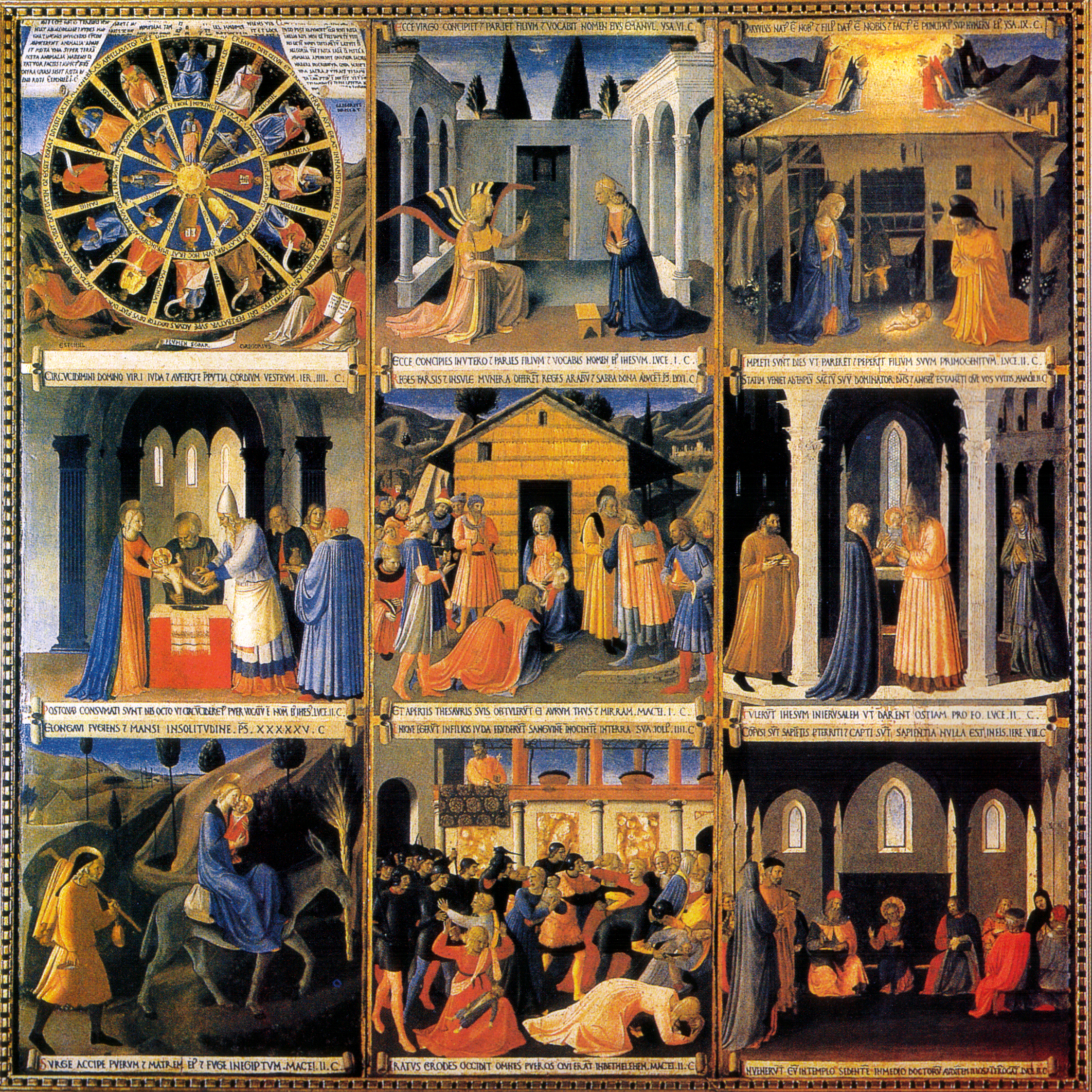
Armadio degli Argenti, primo pannello

Entro il 10 giugno 1450 l'Angelico era tornato in Toscana, dove venne nominato, in quella data, priore di San Domenico di Fiesole, prendendo il posto del fratello defunto. Mantenne l'incarico di priore per la durata normale di due anni e nel marzo 1452 si trovava ancora a Fiesole quando venne recapitata una lettera all'arcivescovo Antonino dal Provveditore al Duomo di Prato, per chiedere l'Angelico ad affrescare la cappella maggiore della cattedrale pratese. Otto giorni dopo la richiesta venne formalizzata anche al pittore, che accettò di tornare col Provveditore a Prato per valutare le condizioni. L'Angelico trattò con quattro delegati e col podestà, ma dell'accordo non si fece niente (1º aprile 1452), probabilmente perché l'artista aveva già molte opere commissionate e non voleva sobbarcarsi un'impresa tanto grande. I lavori vennero poi affidati a Filippo Lippi.
Per gli anni successivi la documentazione è inesistente o scarsa. Alcuni, come Pope-Hennessy, indicano come prime opere dipinte dopo il rientro da Roma gli affreschi nel convento di San Marco dell'Annunciazione del corridoio Nord e della Madonna delle Ombre, dove avrebbe messo a frutto la lezione romana (altri invece li datano agli anni 1440). Analoga incertezza ruota attorno a una datazione tarda dell'Incoronazione della Vergine del Louvre, mentre è sicuramente documentabile a dopo il 1450 la Pala di Bosco ai Frati, commissionata da Cosimo de' Medici: nella predella è infatti dipinto san Bernardino da Siena con l'aureola, ma la sua santificazione risale appunto al 1450. Indiscussa è anche la datazione dell'Armadio degli Argenti, una serie di tavolette dipinte che componevano il doppio sportello di un armadio di ex voto nella basilica della Santissima Annunziata, commissionato da Piero il Gottoso tra il 1451 e il 1453. In queste tavolette, con storie della Vita e Passione di Cristo, si ritrovano molti temi già affrontati anni prima dall'Angelico, ma sorprende come la sua inventiva, anche nella fase tarda della produzione, non accennasse a diminuire. Sebbene non tutte le tavolette siano di sua mano, alcune si distinguono per originalità compositiva, vivacità ed effetti spaziali e luminosi, come l'Annunciazione (tema ricorrente in tutta la produzione angelichiana) o la Natività.
Il 2 dicembre 1454 venne richiesto per una stima degli affreschi nel Palazzo dei Priori a Perugia assieme a Filippo Lippi e Domenico Veneziano, i tre pittori fiorentini maggiormente ammirati dell'epoca.
L'ultima opera dell'Angelico è in genere indicata nel tondo con l'Adorazione dei Magi, avviato forse nel 1455 e completato in seguito da Filippo Lippi.

### Il secondo soggiorno romano e la morte (1452/53-55)

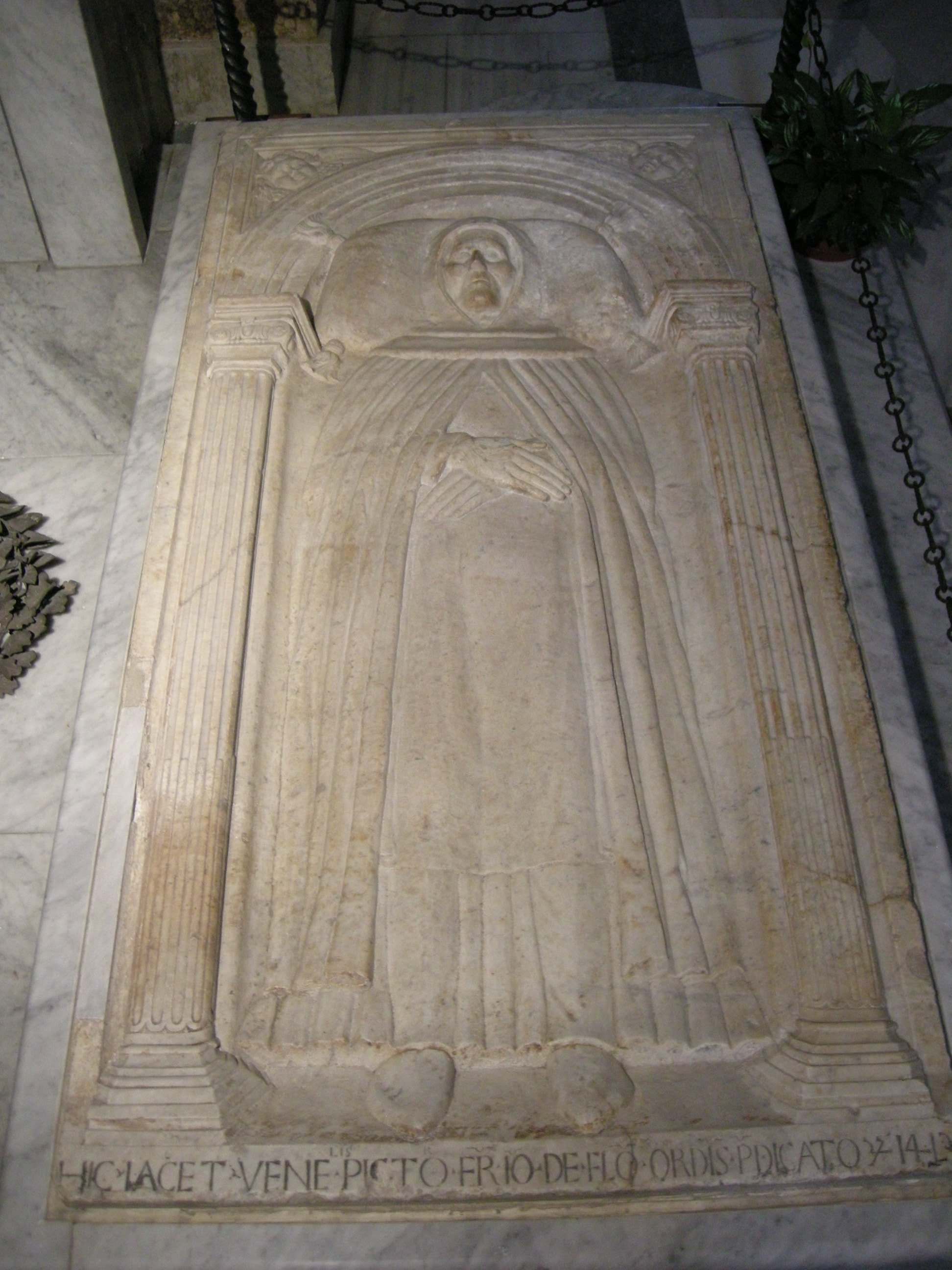
La tomba dell'Angelico in Santa Maria sopra Minerva, Roma

Nel 1452 o 1453 l'Angelico tornò a Roma per realizzare varie opere in Santa Maria sopra Minerva, casa madre dell'ordine domenicano: la pala dell'altare maggiore, probabilmente un'Annunciazione, di cui sopravvivono tre scomparti di predella con Storie di san Domenico, e il grande ciclo di affreschi, dipinti in terra verde, illustranti le Meditationes del cardinale spagnolo Juan de Torquemada nel chiostro. Tale ciclo è andato perduto, ma è ricostruibile dalle versioni manoscritte e a stampa, illustrate, del testo del committente.
Fra Giovanni morì a Roma il 18 febbraio del 1455, poche settimane prima della scomparsa del suo patrono Niccolò V. Venne sepolto nella chiesa della Minerva, ricca anche in seguito di testimonianze di personaggi fiorentini.
Del suo sepolcro marmoreo, un onore eccezionale per un artista a quel tempo, è ancora oggi visibile la lastra tombale, vicino all'altare maggiore. Vennero scritti due epitaffi, verosimilmente da Lorenzo Valla. Il primo, perduto, si doveva trovare su una lapide alla parete e recitava:
(Prima epigrafe a Beato Angelico)
Una seconda epigrafe è raffigurata sulla lapide di marmo, dove si trova un rilievo del corpo del pittore con abito domenicano, entro una nicchia rinascimentale.
(Seconda epigrafe a Beato Angelico)

## Retaggio
L'importanza della sua opera si riflette: sia sui suoi collaboratori (Benozzo Gozzoli), sia su artisti non direttamente legati a lui (Filippo Lippi); dal suo modo di trattare la luce partiranno Piero della Francesca e Melozzo da Forlì.
Già pochi anni dopo la morte l'Angelico figura come Angelicus pictor [...] Johannes nomine, non Jotto, non Cimabove minor nel De Vita et Obitu B. Mariae del domenicano Domenico da Corella. Poco dopo venne citato con Pisanello, Gentile da Fabriano, Filippo Lippi, Pesellino e Domenico Veneziano in un famoso poema di Giovanni Santi. Con l'avvento di Savonarola l'arte venne usata come mezzo di propaganda spirituale e la figura dell'Angelico, artista e frate, venne presa a modello dai seguaci del frate ferrarese. Di questa lettura, che presupponeva la superiorità artistica dell'Angelico dovuta alla sua superiorità come uomo religioso si ha eco già nel primo racconto della vita dell'artista, pubblicato in un volume di eulogie domenicane di Leandro Alberti del 1517. Da quest'opera Vasari attinse il materiale per la biografia per Le Vite del 1550, integrata con i racconti dell'ottantenne Fra Eustachio che gli trasmise varie leggende legate agli artisti di San Marco.
Nei commentatori del XIX secolo la vita spirituale dell'Angelico si tinse di un romantico e leggendario, come si trova in vari scrittori. Nel XX secolo la sua figura è stata meglio contestualizzata ponendola tra i padri del Rinascimento fiorentino, coloro che svilupparono il nuovo linguaggio che si diffuse in tutta Europa.
I domenicani decisero di chiedere formalmente alla Santa Sede la beatificazione dell'Angelico nel capitolo generale di Viterbo del 1904. Nel 1955, in occasione del cinquecentesimo anniversario della morte, la sua salma fu esumata e si procedette alla ricognizione canonica delle reliquie. Con il motu proprio Qui res Christi gerit del 3 ottobre 1982, papa Giovanni Paolo II ha concesso per indulto all'ordine domenicano la celebrazione della messa e dell'ufficio in onore dell'Angelico e sabato 18 febbraio 1984, in Santa Maria sopra Minerva, il beato è stato proclamato patrono presso Dio degli artisti, specialmente dei pittori.

## La personalità
Attorno alla figura del frate-pittore sono nate numerose leggende. Si racconta che egli non si accingesse a dipingere se prima non avesse pregato, e che non correggesse mai le sue opere, poiché era convinto che ogni pennellata scaturisse da un'origine divina.
Uomo mite e devoto, Fra' Angelico aveva un'indole umile e caritatevole.